# Oružane snage Urugvaja
Oružane snage Urugvaja (špa. Fuerzas armadas del Uruguay ili FF.AA. del Uruguay) sastoje se od tri reda vojske: kopnene vojske, mornarice i zrakoplovstva. Vrhovni zapovjednik oružanih snaga jest urugvajski predsjednik, dok se za opskrbu i rad vojske brine Ministarstvo obrane, koje u Urugvajskom parlamentu zastupa prava vojske te predlaže promjene i reforme vezane uz obranu države. Za pristupanje vojsci ili novačenje, osoba mora imati najmanje 18 godina, odnosno doseći punoljetnost.
U oružanim snagama ukupno je zaposleno 24.000 vojnika: 6.000 u mornarici, 3.000 u zrakoplovstvu, a ostatak u kopnenoj vojsci i administraciji te u ustanovama vojnog obrazovanja. Najveće vojne misije (kontigente) urugvajska vojska vodi na području DR Konga i Haitija. Najbrojniji kontigent, koji se sastoji od 58 urugvajskih vojnika, djeluje zajedno s egipatskom vojskom u Sinaju.

## Vanjske poveznice

### Ostali projekti
|  | Zajednički poslužitelj ima još gradiva o temi Oružane snage Urugvaja |

### Mrežna mjesta
- (šp.) Ministerio de Defensa Nacional - služebene stranice Ministarstva obrane
- (šp.) Ejército Nacional - službene stranice Urugvajske kopnene vojske
- (šp.) Armada Nacional - službene stranice Urugvajske mornarice
- (šp.) Fuerza Aérea Uruguaya - službene stranice Urugvajskog zrakoplovstva  Arhivirana inačica izvorne stranice od 13. rujna 2009. (Wayback Machine)
- (engl.) Popis državnih oružanih snaga prema vojnoj moći, oružju i broju vojnika  Arhivirana inačica izvorne stranice od 4. ožujka 2021. (Wayback Machine)